# Arktische Smaragdlibelle
Die Arktische Smaragdlibelle (Somatochlora arctica) ist eine Libellenart aus der Familie der Falkenlibellen (Corduliidae), die zu den Großlibellen (Anisoptera) gehören. Die Art gilt etwa in Deutschland als stark gefährdet, in Niedersachsen wird sie als vom Aussterben bedroht eingestuft.

## Merkmale
Diese Libellen erreichen eine Flügelspannweite von sechs bis sieben Zentimetern. Charakteristisch ist ein gelbes Fleckenpaar an den Seiten des dritten Hinterleibssegmentes. Die Unterscheidung von anderen grün-schwärzlichen Somatochlora-Arten, wie der Alpen-Smaragdlibelle (Somatochlora alpestris) oder der Glänzenden Smaragdlibelle (Somatochlora metallica), ist am besten anhand der gebogenen oberen Hinterleibsanhänge bei den Männchen bzw. der Form der Legeklappe (Weibchen) durchzuführen.

## Vorkommen und Lebensraum
Die eurosibirisch verbreitete Art lebt an kleinsten Wasserstellen in Torfmoos-Schwingrasen innerhalb von Mooren. In Süddeutschland kommt sie fast nur in den Mittelgebirgen und im Alpenraum vor, im Norden auch in den Hochmooren des Tieflands. Insgesamt ist Somatochlora arctica sehr selten. So sind zum Beispiel in den Niederlanden nur fünf Orte bekannt, an denen sie vorkommt.

## Lebensweise, Fortpflanzung und Entwicklung
Die Männchen verhalten sich ähnlich der Alpen-Smaragdlibelle und patrouillieren auf der Suche nach Weibchen über dem Schwingrasen. Sie setzen sich gerne auf bodennahe Pflanzen.
Die Paarung dauert rund eine halbe Stunde und beginnt in der Luft. Danach setzt sich das Paarungsrad an einen Baum oder im Gebüsch ab. Die Weibchen legen ihre Eier im Flug. Die Larven schlüpfen teilweise vor dem Winter oder überwintern im Ei, bevor sie im Frühjahr schlüpfen. Sie leben in winzigen Wasserstellen zwischen Torfmoosen oder Seggenrhizomen und benötigen für ihre Entwicklung zwei bis drei Jahre. Während dieser Zeit tolerieren die Larven auch mehrwöchige Phasen der Trockenheit. Gegebenenfalls können sie sich mit dem absinkenden Wasser in tiefere Torfmoosschichten bewegen. Bei dauerhafter Austrocknung wandern die Larven in geeignetere Habitate in einigen Metern Entfernung ab. Auch ein komplettes Einfrieren von bis zu drei Wochen überstehen sie.